# PEX1
PEX1‏ (Peroxisomal biogenesis factor 1) هوَ بروتين يُشَفر بواسطة جين PEX1 في الإنسان.